# Dylan Bruce
Pour les articles homonymes, voir Bruce.
Dylan Bruce (né le 21 avril 1980) est un acteur canadien.

## Biographie
Dylan Bruce est né le 21 avril 1980 à Vancouver, en Colombie-Britannique, et a été élevé à Boundary Bay. Dylan Bruce a fréquenté l'Université de Washington à Seattle, à Washington, et a obtenu un diplôme en théâtre et économie avant de déménager à Los Angeles, en Californie. Il a lancé sa carrière en tant que model à Seattle à travers Seattle Models Guild. Il est apparu sur la couverture du numéro du 10 novembre 2004 de Daily Variety.
En 2013 il joue le personnage de Paul Dierden, petit-ami de Beth Childs et moniteur, puis petit-ami de Sarah Manning dans la série Orphan Black.
il a joué le rôle de Adam Donner dans Arrow (saison 2). Il a également joué dans Un roman d'amour.
En 2017 il commence à jouer dans la série Midnight, Texas où il interprète le rôle de Bobo Winthrop.

## Filmographie
| Année | Titre                                 | Rôle           |
| ----- | ------------------------------------- | -------------- |
| 2010  | Unstoppable (film, 2010)              | Michael Colson |
| 2011  | Noël au Far West                      | Michael        |
| 2012  | Willed to Kill                        | Mark Hanson    |
| 2014  | Les Enfants du péché                  | Bart Winslow   |
| 2014  | Les Enfants du péché : Nouveau Départ | Bart Winslow   |
| 2015  | A Novel Romance                       | Liam           |
| 2016  | First Round Down                      | Tim Tucker     |
| 2021  | P.S Joyeux Noël                       | Joe Roberts    |

| Année       | Titre                                   | Rôle            | Note                           |
| ----------- | --------------------------------------- | --------------- | ------------------------------ |
| 2005        | Passions (série télévisée)              | Dream Guy       | 2 épisodes                     |
| 2005        | Joey (série télévisée)                  | Waiters         | 2 épisodes                     |
| 2006        | Les Soprano                             | Doorman         | Épisode "Luxury Lounge"        |
| 2007        | Las Vegas (série télévisée)             | Anthony         | Épisode "Junk in the Trunk"    |
| 2007        | Les Experts : Manhattan                 | Un jeune homme  | Épisode "Down the Rabbit Hole" |
| 2007-08     | As the World Turns                      | Chris Hughes    | 100 épisodes                   |
| 2011        | NCIS : Enquêtes spéciales               | Justin Fanniker | Épisode "Engaged (Partie1)"    |
| 2013-16     | Orphan Black                            | Paul Dierden    | 22 épisodes                    |
| 2013-14     | Arrow (série télévisée)                 | Adam Donner     | 8 épisodes                     |
| 2014        | Matador (série télévisée américaine)    | Gabriel         | Épisode "Quid Go Pro"          |
| 2015        | Heroes Reborn (mini-série)              | James Dearing   | 5 épisodes                     |
| 2016        | Motive                                  | Scott           | Épisode "The Dead Hand"        |
| 2016        | American Gothic (série télévisée, 2016) | Tom Price       | 7 épisode                      |
| 2017 - 2018 | Midnight, Texas                         | Bobo Winthtop   | 19 épisodes                    |
| 2023        | Virgin River                            | Jay             | 1 épisode                      |
| 2024        | Tracker                                 | Nate Riggins    | Saison 2, épisode 7            |